# Ван Яньсі
Ван Яньсі (кит.: 王延羲; піньїнь: Wáng Yánxī), храмове ім'я Цзінцзун (кит.: 景宗; піньїнь: Jǐngzōng; помер 8 квітня 944) — п'ятий правитель держави Мінь періоду п'яти династій і десяти держав.

## Життєпис
Був сином Ван Шеньчжі, братом Ван Яньханя та Ван Яньцзюня. Зайняв трон улітку 939 року, поваливши свого племінника Ван Цзіпена. Формально проголосив себе імператором 941 року.
У квітні 944 року був повалений в результаті заколоту під проводом Чжу Веньцзіня, після чого той узурпував владу, однак не проголошував створення власної держави.